# Левицький Василь Іванович
Васи́ль Іва́нович Леви́цький (15 листопада 1921, село Карапчів нині Глибоцького району Чернівецької області — 21 жовтня 1997, місто Кишинів) — молдовський поет, перекладач. Член Спілки письменників України від 1959 року.

## Біографія
Василь Левицький народився 15 листопада 1921 року на Буковині в сім'ї селянина. 1936 року він закінчив сільську семирічну школу та залишився працювати в господарстві батьків. Згодом перейшов на свій хліб: продавав книги в Чернівцях, був пожежником у Бухаресті, ремонтником колії на станції Карапчів.
1945 року Василь Левицький склав іспити в Чернівецьке педагогічне училище, навчався, потів учителював у рідному селі, викладав молдовську мову та літературу.
1959 року Левицький закінчив педагогічний інститут у місті Бєльці, повернувся в рідне село, працював за фахом. Водночас він керував молдовським літературним об'єднанням.
1965 року Левицький став редактором обласної молдовської газети «Буковіна Совєтіке» (Чернівці).

## Творчість
Від 1956 року Василь Левицький друкує поезії молдовською мовою у періодичних виданнях Кишинева, зокрема в журналі «Ніструл».
Окремими виданнями вийшли книги:
- «Вірші» (1959),
- «Пустунка» (1961),
- «Пісня полів» (1962),
- «Поезії» (для дітей, 1963),
- «Біля джерел Серету» (1966),
- «Сповіді в дорозі» (1967),
- «Прелюдії весни» (1969),
- «Серце знову…» (1972),
- «О, свята простота!» (1973),
- «Признание» (1974),
- «Опоздание на одну жизнь» (1982).

Автор багатьох перекладів творів українських і російських письменників молдовською мовою.